# Nicolas Simon
Pour les articles homonymes, voir Simon (patronyme).
L'abbé Nicolas Simon, né le 28 juin 1741 à Tours et mort le 18 mai 1822 à Tours, est un prêtre catholique français.

## Biographie
Né dans la Maison de Tristan l'Hermite (hôtel Simon), fils du négociant Jacques-Charles Simon, garde de la communauté des marchands de Tours, et de Marie-Louise Viot, Nicolas Simon suit ses études chez les Frères de la doctrine chrétienne et les Jésuites, au collège de La Flèche, puis sa théologie chez les Sulpiciens, à Angers, se destinant tôt à l'état ecclésiastique. 
Après son passage au séminaire d'Angers, il revient comme diacre à Tours, où il est chargé du catéchisme de la paroisse Saint-Saturnin, dont son grand-oncle, l'abbé Paulmier, était alors le curé.
Nommé chanoine de la collégiale Saint-Martin, à l'âge de vingt-trois ans, il est ordonné prêtre l'année suivante.
En 1791, alors chargé de l'administration de la cure de Saint-Saturnin de Tours, il refuse de prêter serment à la Constitution civile du clergé. Soumis à la loi de la déportation, il est contraint de se cacher, refusant les conseils d'émigration qu'on lui donne, poursuivant ainsi son ministère. Arrêté, il est envoyé dans différentes prisons, avant d'être conduit à Blaye. Il passe alors plusieurs années en captivité au fort de Hâ ou sur des navires négriers.
Libéré, il se retrouve à vivre dans la clandestinité. Rentré à Tours sous le Consulat, Mgr Jean de Dieu-Raymond de Boisgelin de Cucé le nomme curé de Saint-Martin de Tours. Dans sa paroisse, il se consacre tout particulièrement aux œuvres de charité envers les pauvres et les prisonniers, fait établir une école des Frères des écoles chrétiennes et réimplanter un hôpital, tenu par des sœurs hospitalières,. Il est par ailleurs président du Bureau de bienfaisance de Tours.
Il est le fondateur du petit Hospice de Saint-Gatien et de la communauté des Sœurs de Saint-Vincent. Il sera également vicaire général du diocèse et membre du conseil archiépiscopal. Il fait l'acquisition du Préau de la Psalette, qui avait été vendu sous la Révolution, et le lègue à l'archevêque.
Il aurait inspiré Le Curé de Tours de Honoré de Balzac,, dont il avait d'ailleurs notamment baptisé un des frères.
Deux rues (rue Nicolas-Simon et petite rue Simon) portent son nom.
Son frère, Jean-Joseph-Hippolyte Simon du Petit-Bois, donnera son nom à l'île Simon, dont il est propriétaire.

### Sources
- abbé Marc Laurand, Le serment de Nicolas Simon : un prêtre dans la tourmente, 1990
- Alexandre Guillemin, Le bon Curé Simon, archiprêtre de l'église métropolitaine de Tours, 1859
- Adrien Jarry de Mancy, Portraits et histoire des hommes utiles, bienfaiteurs et bienfaitrices de tous pays et de toutes conditions, Société Montyon et Franklin, 1841
- Horace Hennion, « Le docteur Origet et l’abbé Nicolas Simon », Le Courrier balzacien, n° 4 et 5, mai 1949.